# Anticheta atriseta
Anticheta atriseta es una especie de mosca del género Anticheta, de la familia Sciomyzidae, orden Diptera.

## Distribución
Se distribuye por Europa.

## Taxonomía
Fue descrita por Loew en 1849 y publicada en Loew, H. (1849). Ueber Sciomyza glabricula Fall. und ihre nachsten Verwandten. Stettin. Ent. Ztg.